# (183357) Rickshelton
(183357) Rickshelton est un astéroïde de la ceinture principale.

## Description
(183357) Rickshelton est un astéroïde de la ceinture principale. Il fut découvert le 9 novembre 2002 à Kitt Peak par Marc William Buie. Il présente une orbite caractérisée par un demi-grand axe de 2,54 UA, une excentricité de 0,22 et une inclinaison de 5,6° par rapport à l'écliptique.